# Древнеармянская переводная литература

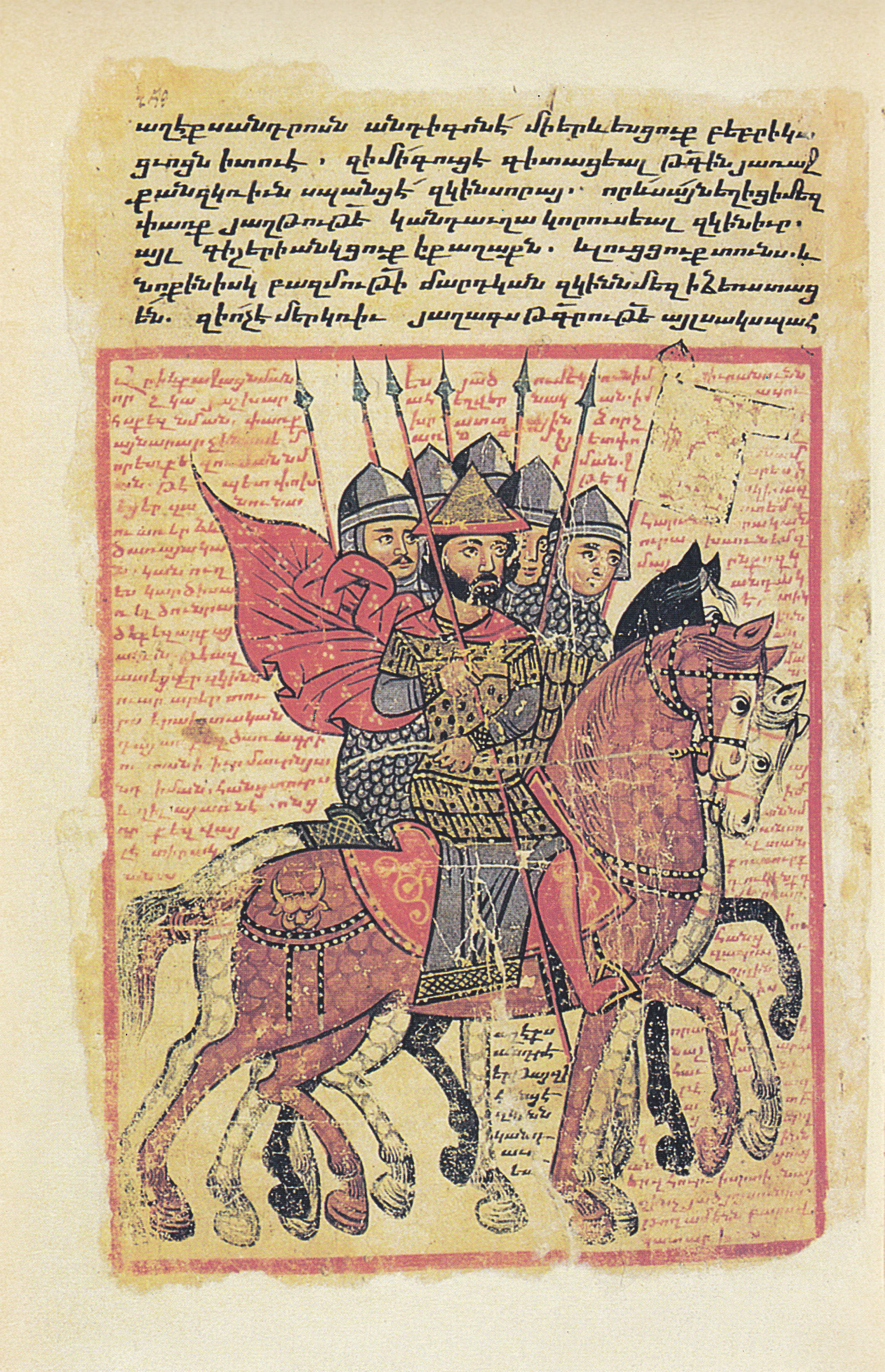
Страница армянского перевода V века «Истории Александра Великого». Рукопись XIV века

Древнеармя́нская переводна́я литерату́ра — переводы произведений античной и средневековой литературы на армянский язык, сделанные в V—XVIII веках.
Уже в ранний период в Армении была сформирована устойчивая традиция переводческого искусства. Исходя из характера охватываемых трудов, целей и принципов переводов, история древнеармянской переводной литературы делится на несколько этапов.
В течение всей истории существования армянской литературы её развитие сопровождалось переводами с разных языков: греческого, сирийского, латинского, арабского. Эти переводы были одним из важнейших источников обогащения армянской словесности. В Средние века отдельные переводы делались также с грузинского, персидского, старофранцузского, эфиопского, русского, английского, итальянского, польского и испанского. Переводческое дело, как правило, получало наиболее бурное развитие в периоды подъёма и расцвета армянской культуры, когда духовная жизнь народа ощущала необходимость новых и богатых источников обеспечения своих растущих потребностей и интересов. Переводы — яркое отражение культурных отношений Армении с другими народами на протяжении веков, в течение длительной истории они знакомили армянского читателя с памятниками литературы иных народов.
Многие армянские переводы уникальны, так как оригиналы этих сочинений утрачены, а тексты частично, либо полностью сохранились только благодаря армянскому переводу. В некоторых случаях эти переводы способствовали развитию разных областей средневековой армянской культуры и науки.
В средневековой Армении первые армянские переводчики были причислены к лику святых. Древнеармянская переводная литература охватывает различные области культуры и науки — художественную литературу, философию, богословие, право, медицину и другие.

## Историко-политический и культурный фон

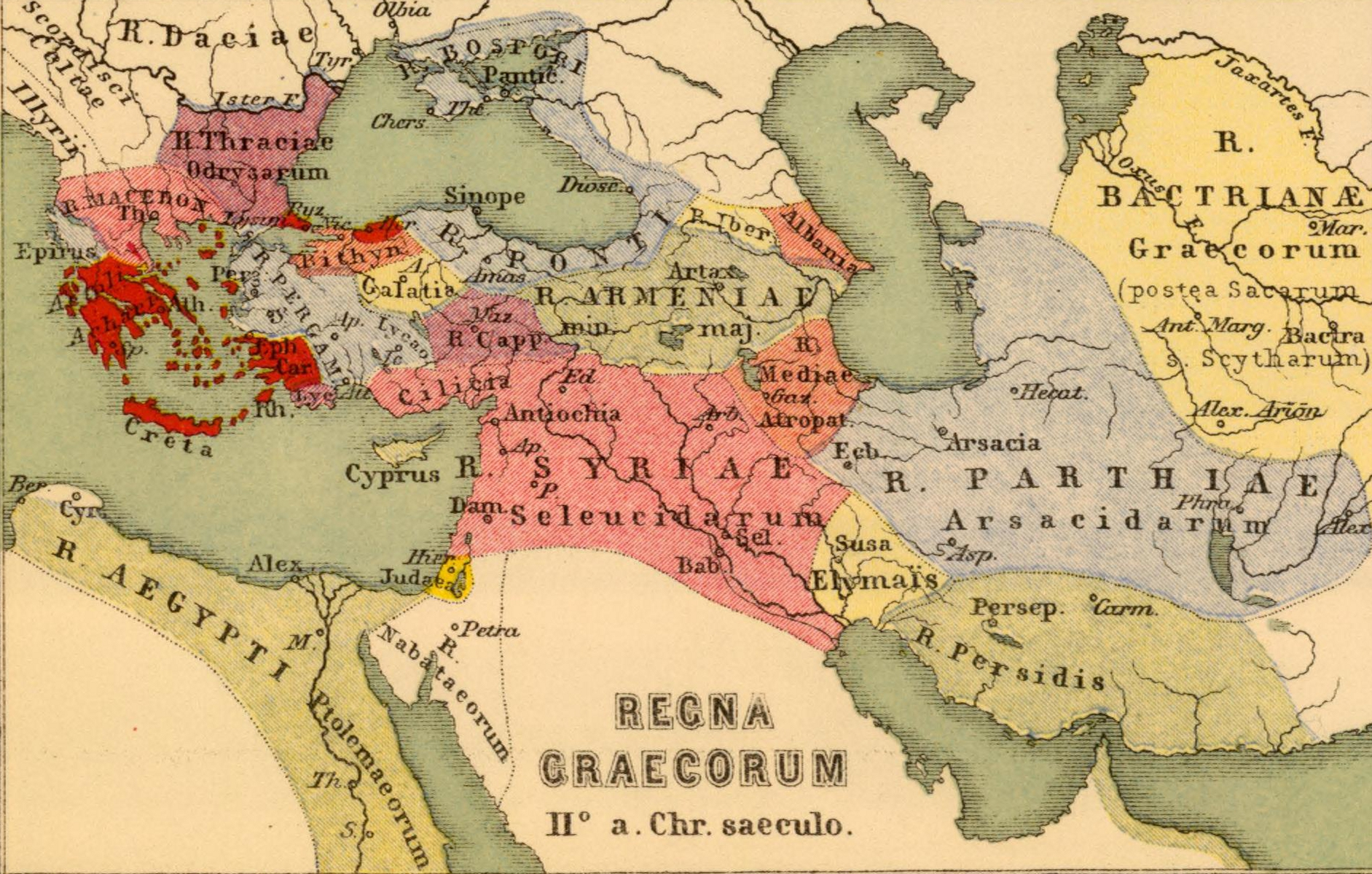
Великая Армения во II веке на карте Европы и Ближнего Востока

История Армении практически всегда шла на стыке Востока и Запада. Своим историческим опытом она показала, что эти два мира не противоположны, но дополняют друг друга, могут сочетаться и гармонировать. Сохраняя свою историческую и культурную самобытность, с самого начала своей истории, армянский народ находился в тесном культурном диалоге с другими цивилизациями. Возникновение и развитие армянских переводческих школ может быть связано с историческими и культурными событиями в самой Армении.
Уже в III—I веках до н. э. у армян существовали особые «жреческие письмена», которыми создавались храмовые книги и летописи, однако эта письменность имела лишь узкое применение. Автор начала I века н. э. Филон Александрийский сообщает о существовании армянского перевода одного из трудов Метродора Скепсийского. До создания в 405/6 году армянского письма, армяне писали на греческом, арамейском или сирийском языках. В Армении не было языкового плюрализма таких стран, как Византия, Персия или Халифат, но постоянные взаимодействия военного, политического, торгового, культурного и конфессионального характера вводили в общение их языки.
Длительное время в Армении наблюдалось заметное влияние эллинизма. Молодые армяне получали образование в известных школах Антиохии (где они были учениками, например, Либания), Афин, Александрии и других городов. Некоторые из них стали даже учёными, известными за рубежом, — например, Проэресий в Афинах.
Хотя уже в 480 году до н. э. армяне были в составе армии Ксеркса I, дошедшего до Греции, тем не менее, долгое влияние эллинизма в Армении было не результатом прямого контакта с Древней Грецией, а скорее плодом соприкосновения с греческой культурой, изучаемой в школах поздней античности и известной через христианскую интерпретацию.
Совместный анализ явлений, связанных с углублением феодальных отношений, усилением церкви как социально-политического фактора в ситуации кризиса древнеармянского государства, укреплением и окончательной победой христианства, даёт возможности лучшего понимания той политической и идеологической атмосферы конца IV — начала V века, которой были обусловлены создание армянских письмён и расцвет всей духовной культуры. Начало V века — период культурной революции, которая обновила весь духовный мир народа, притом в такой неблагоприятной политической обстановке, когда был поставлен вопрос его физического существования. В этой ситуации, задача сохранения собственного языка, культуры, духовной самобытности со всей остротой поставил вопрос создания армянской письменности и литературы, как мощного средства сплочения.

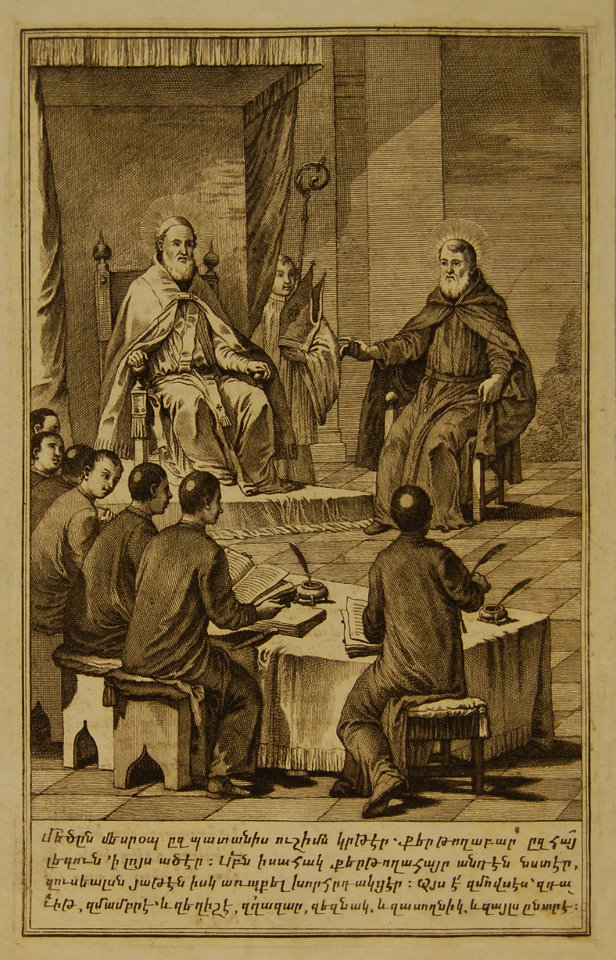
Маштоц, Саак Партев и их ученики. Гравюра XVIII века

В 387 году произошёл Первый раздел Армении, когда страна была поделена между Римом и Персией, а в 428 году вассальное Армянское царство Аршакидов вовсе было ликвидировано. Обе эти державы вели политику религиозной и культурной ассимиляции населения. Армяне дважды восставали против религиозного гнёта Персии и её попыток уничтожения внутренней автономии страны — в 449—451 и 481—484 годах. Не были идеальны и отношения с Византией. В 554 году во время второго Двинского собора Армянская церковь окончательно порвала свои религиозно-догматические отношения с Византией. Несмотря на все эти внутренние потрясения и падение армянской государственности, последующие V—VII века стали эпохой расцвета армянской культуры. Позднее, однако, она значительно пострадала от мусульманских нашествий.
Созданные армянскими авторами в течение нескольких десятилетий после изобретения алфавита самостоятельные и переводные сочинения, были призваны обеспечивать идеологов армянского правящего сословия и интеллектуалов, возглавлявших борьбу против внешних и внутренних врагов. Эти труды и переводы составляют золотой фонд древнеармянской словесности, занимая также важное место в истории мировой литературы и науки. Согласно Сони Брентьес из Института истории науки им. Макса Планка, учебные планы, признанные в неоплатонических школах Афин и Александрии в V и VI веках, а также борьба за влияние там, играли большую роль в формировании переводческих движений сирийских и армянских христиан.

## Исторический очерк
Армянскую переводную литературу принято делить на следующие 5 периодов:
1. классические переводы, V век;
2. грекофильская школа, конец V — начало VIII века;
3. киликийские переводы, XII—XIII века;
4. униторская[Комм 1] литература, XIV век;
5. позднесредневековые переводы, XVII—XVIII века.

### Догрекофильский период. Начало переводческого движения
Хронологически, первый период истории армянской переводной литературы охватывает первую половину V века, в частности, — промежуток между созданием армянского алфавита и 460-ми годами. Понятие «догрекофильский» впервые ввели Лафонтен и Кули для переводов проповедей Григория Назианзина. В арменистике также распространено понятие «классические переводы». Отдельные учёные его называли по-другому: Акинян — «переводами Серебряного века», Ачарян — «постмесроповским периодом», Вейтенберг — раннегрекофильскими текстами.

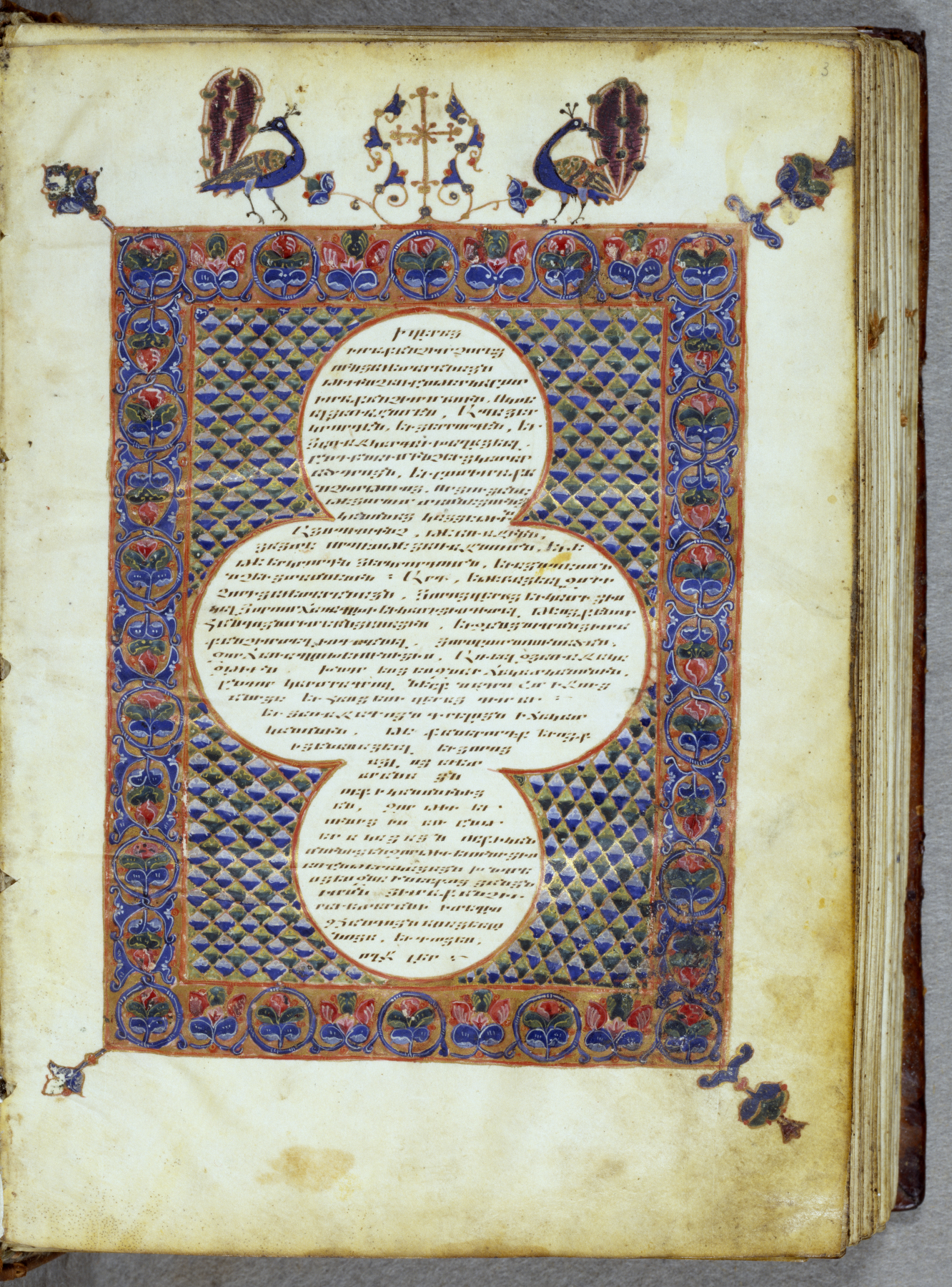
Послание Евсевия Карпиану, рукопись 1193 года

В целом, после возникновения в 405/6 году армянской письменности, переводная литература играла крайне важную роль в расширении кругозора армян и обогащении армянского языка, и именно тогда в Армении возникает переводческое движение. Маштоц, Саак и их ученики из вновь формированной школы переводчиков уже в первые десятилетия осуществили перевод десятков важнейших памятников античной литературы, развернули плодотворную литературную деятельность. Переводы догрекофильской эпохи делятся на следующие группы: литургические, патристические, мартирология и агиография, церковные каноны, исторические труды. Они были нацелены на обеспечение религиозного образования, имели своей целью ориентировать литургическую и идейную деятельность национальной церкви.
Первым памятником армянской переводной литературы стала Библия. В первой половине V столетия, армяне частично или полностью перевели также труды Афанасия Александрийского, Василия Кесарийского, Григория Нисского, Иоанна Златоуста, Кирилла Александрийского, Евсевия Кесарийского, Епифания Кипрского, Евагрия Понтийского, Евсевия Эмесского, Аристидa Афинского, Ефремa Сирина, Мефодия Олимпийского, Акакия Мелитинского, Григория Чудотворца, Севериана Гавальского, Иеронимa Стридонского, Ипполита Римского, Афраата, Кирилла Иерусалимского, Евстафия, Ипполита Бострийского, Прокла, Игнатия и Макария Иерусалимского. Некоторые памятники религиозного характера до этого уже были переведены в период устной переводной традиции, так как богослужение в IV веке устно переводилось на армянский язык. Переводы этого века осуществлялись исключительно с двух языков — сирийского и греческого, притом самыми ранними были сирийские тексты, хотя и по объёму, и по охвату они значительно уступают греческим. Греческие заимствования в этот период встречаются реже, чем в последовавших переводах грекофильской школы, техника перевода ad senum.
Однако переводы, выполненные до 60-х годов V века, могли обеспечивать духовные потребности только старшего поколения армянских деятелей. Эти труды полностью отражали суть идеологической борьбы против внутренних и внешних противников той эпохи. В то же время очевидно, что переводная литература первой половины V века своим содержанием и идеологическим направлением носила односторонний характер. Она не могла обслуживать потребности нового поколения, которое начало сталкиваться с новыми задачами.
Переводная литература способствовала зарождению различных жанров собственной национальной письменности: в V веке были созданы более десяти оригинальных произведений древнеармянской литературы.

### Грекофильская школа
Грекофильская школа — это научно-переводческое направление в Армении, существовавшее с середины V до начала VIII века. Большинство исследователей называют началом грекофильской школы 460-е годы, когда идеологическая и религиозная агрессия Сасанидов против армянского населения была преодолена. В качестве начала грекофильских переводов, Вейтенберг называет временной диапазон между 450 и 570 годами, но наиболее вероятной считает первую половину VI века. Рубин Дарлинг Янг также относит грекофильские переводы к VI веку. Согласно Мэттьюз, эпоха включает в себя промежуток времени приблизительно с 570 до 730 года. Грекофильская школа считается вторым периодом переводческого движения, её расцвет охватывает VI век, а угасание связано с арабским вторжением и опустошением страны. Специалисты предлагают несколько вариантов периодизации грекофильских переводов. Некоторые исследователи разделяют этот период на следующие 4 этапа: I — 450—480 годы, II — 480—510 годы, III — 510—600 годы, IV — 610—710 годы. Вейтенберг предлагает непрерывность переводческих школ классического и грекофильского периодов и выступает против их дифференцирования.
Выражение «грекофильский», который является переводом арм. հունաբան, подразумевает не грекофильство, а грецизмы в языке, буквальный перевод термина «грекословный». В то же время, несомненно, это явление было и культурным эллинофильством. Автор эпохи Хоренаци писал : «…я не устану называть всю Грецию матерью и кормилицей наук». Младшее поколение переводчиков, таких как Давид Керакан, Мамбре Верцанох, Давид Анахт и другие, получало образование в передовых центрах греческой культуры — в Афинах, Александрии, Константинополе и Эдессе. Вернувшись на родину, исходя из требований новых историко-общественных условий страны, они занимались переводами преимущественно научной и светской литературы. В середине V века в состоянии отсутствия политической независимости, необходимость борьбы с зороастризмом, халкидонизмом, манихейством, гностицизмом, эпикуреизмом и другими проникавшими в Армению философскими течениями и сектами, требовала вооружения едиными канонами логики и основательными гносеологическими знаниями. Переводчики переходят от чисто религиозных переводов на более дидактические и философские. Как отмечает Эндрюс, их деятельность в VI веке, и особенно в его вторую половину, указывает на большой интерес к философии и высокий уровень взаимодействия с греческой литературой и культурой. Переводы включали тексты некоторых языческих авторов, таким образом, предоставляя иные взгляды и открывая для армянского научного мышления ещё большие горизонты.
Главное отличие от предыдущего исторического периода — техника перевода. Принципом этой школы было verbum e verbo, то есть дословный перевод, когда соблюдалось подстрочное следование оригиналу. В армянском языке создаются новые слова на основе греческих форм, наблюдается стремление приспособить язык к греческой грамматике. По предоположению Роберта Томсона, наиболее вероятной причиной подобного переводческого подхода мог быть стремление к точной передаче светских и богословских терминов. Несколько похожее явление можно наблюдать и в соседней сирийской культуре. К этому периоду относятся более 60 названий переводных трудов.
«Армяне переводят на свой язык громадное количество греческих книг: сочинения по философии, богословию, риторике, истории, грамматике и по точным наукам, как математика, астрономия, медицина, география и т. под. Весь этот период в армянской литературе носит название эпохи эллинистов. Своего расцвета движение достигает в VII в., когда даже самый армянский язык приспосабливается, в книгах, к формам греческого языка, обогащаясь новыми речениями, новыми оборотами речи, новой расстановкой слов, порой искусственной. У писателей-эллинистов заметно и желание воспринять лучшие стороны греческой литературы: пытливость мысли, аналитическое отношение к трактуемому предмету, точность и ясность изложения».
Следуя принятой в древнем мире классификации наук и системе образования, представители грекофильской школы старались внедрять среди армян навыки «тривиум» (грамматика, риторика, логика-философия) и «квадривиум» (математика, музыка, геометрия, астрономию), обогатить армянскую культуру достижениями науки и философии античного мира. С этой целью были переведены в первую очередь «Грамматическое искусство» Дионисия Фракийского для грамматической науки, «Книги хрий» Афтония и «Прогимнасмы» Теона Александрийского для риторики. Их переводы охватывали все области древнего знания — теологию, грамматику, риторику, философию и естествознание, хотя наиболее плодотворными были переводы в области философии и логики: 14 трудов Филона Александрийского, диалоги Платона, «Введение к Категориям Аристотеля» Порфирия, «Категории» и «Об истолковании» Аристотеля, «Определения» Гермеса Трисмегиста, труды, приписываемые неоплатонику Ямвлиху, труд «О природе», приписываемый Зенону Стоику, и другие.  Армянскому читателю были представлены сложнейшие произведения античной философии, а переводческое движение способствовало развитию собственной философской мысли, когда на исторической арене появились неоплатоник Давид Анахт и другие авторы. Как переводная, так и оригинальная философская литература V—VI веков стала одним из главных компонентов древнеармянской письменности и науки. Наследие этой эпохи стало идейным источником для всей средневековой армянской философии, и сыграло важнейшую роль в формировании светского знания древней Армении.
Этот период считается временем нарастающих религиозных споров в Армении. Так как армяне не участвовали в Халкидонском соборе отчасти по причине Аварайрской битвы с персами в 451 году, в Армении укоренилось мощное противостояние халкидонской доктрине. Таким образом, важными были и переводы богословского характера, среди которых были: «Возражения к определениям собора в Халкидоне» Тимофея Элура, «Доказательство апостольской проповеди» и «Против ересей» Иринея Лионского, «О различии природы и ипостаси» Евтихия Константинопольского, труды, которые подчёркивали идеологическое разграничение между монофизитами-армянами и диофизитской Византией. Эти и другие труды, написанные до Халкидонского собора, помогали успешному ведению догматических споров. К числу прочих переводов богословского характера относятся также «Аскетикон» Василия Великого, проповеди Григория Богослова, толкования на Священное Писание Кирилла Александрийского и др. Хронологически последними переводами этой школы были «Ареопагитики» Псевдо-Дионисия Ареопагита, выполненные в начале VIII века.
Сохранился живой интерес к собственно художественной литературе. Древнейший из таких переводов — «История Александра Великого», выполненный в V веке. В том же столетии с сирийского языка была переведена «Повесть о Хикаре», наряду с сирийским переводом считается наиболее близким арамейскому оригиналу. К грекофильскому периоду относится армянский перевод 15 басен Эзопа, перевод которых, по разным оценкам, датируется V—VII веками. Не позже VII века переведены поэма «Признаки погоды» греческого дидактического поэта Арата, философско-богословская поэма «Шестоднев» Георгия Писида. В V веке грекофилы перевели сборник рассказов «Физиолог». Было переведено значительное количество агиографических памятников, среди которых: «Житие св. Антония» Афанасия Великого, «Житие Павла Пустынника», «История восточных мучеников» Маруты Майферкатского и др.
Известны переводы исторических памятников. Типичным образцом грекофильской школы является «Церковная история» Сократа Схоластика, сохранившаяся в пространной и краткой редакциях.
До нас дошли также переводные памятники точных наук, среди которых труды Паппа Александрийского, Павла Александрийского и некоторых других. Их перевод приписывается учёному VII века Анании Ширакаци. Были переведены некоторые классики античной медицины. К грекофильскому периоду относятся отрывки переводов трудов Асклепиада, Орибасия, Гиппократа и Галена. В частности, из трудов Галена на армянском языке известно «Об устроении глаза», а из трудов Гиппократа — фрагмент «Прогностики». Ханкинсон и Флеминг отмечают, что многое из наследия Галена сохранилось благодаря переводам, в том числе и армянским. Естествознание обогащается также двумя ценными переводами — натурфилософским и анатомическим «О природе человека» Немезия и «Об устроении человека» Григория Нисского, выполненными в начале VIII века.
Мэттьюз отмечает два основных аспекта важного значения грекофильских переводов: они оказали влияние на последующее развитие армянской научной мысли, а также сохранили немало греческих произведений, оригиналы которых на сегодняшний день утеряны.

### После VIII века

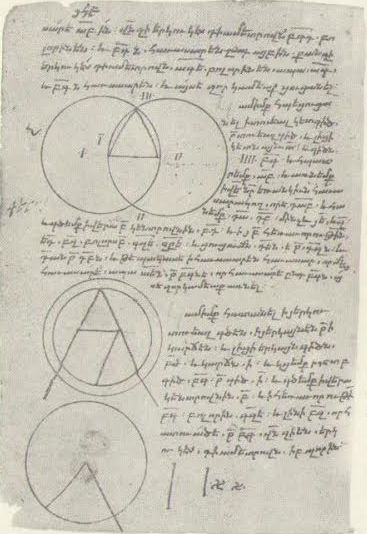
Армянский перевод XI века «Начал» Евклида. Рукопись XIV века

В целом, период с VIII по XI век считается временем упадка переводной литературы. Это объясняется не только относительно малым количеством переводов в этот период, но и отсутствием общих переводческих принципов и задач. Но в то же время продолжается создание переводов, некоторые из которых сыграли важную роль в развитии армянской культуры. Так, например, к концу IX века, предположительно с арабского языка, было переведено «Толкование Евангелия от Иоанна» Ноны из Нисибина, в IX—X веках — ряд сочинений житийного характера. В X столетии Баграт Мамиконян осуществил перевод «Источника знания» Иоанна Дамаскина. Наблюдается также динамический культурный диалог между армянскими и исламскими текстами, о чём свидетельствуют армянские переводы и адаптации исламских литературных произведений. Так, например, в X веке на армянский язык были переведены «Сказание о Медном городе» и «Повесть о юноше и девушке», позже вошедшие в сборник «Тысяча и одной ночи». В XI столетии в переводческой сфере большую активность развивал Григор Магистрос. Ему принадлежит перевод с греческого «Геометрии» Евклида, а также «Тимея» и «Федона» Платона.

#### Киликийский период. Переводы XII—XIII веков
Новый этап развития перевода в период Высокого Средневековья оказывается особенно энергичным в Киликии, хотя в северных областях, собственно Армении, также создаётся ряд памятников.
Начиная с эпохи правления царя Левона II, Киликийское армянское государство стало культурным центром армян, в этот период были предприняты многочисленные переводы. В Киликийском царстве переводчики больше концентрировали внимание на областях практических знаний — юриспруденции, медицине, агрономии, тем самым удовлетворяя неотложные потребности страны. Переводы были осуществлены с сирийского, греческого, старофранцузского и арабского языков. Среди таких произведений — памятники сирийско-ромейского и византийского права, «Антиохийские ассизы», переведённые Смбатом Спарапетом со старофранцузского в 1252—1253 годах, фрагменты из «Канона врачебной науки» Авиценны, медицинские и физиологические работы Абу Саида, Фараджа и священника Ишоха, пособие о земледелии «Геопоника» и многое другое. Отчасти продолжались традиции классического периода переводов житий, мартирологов, речей и толкований. Например, Нерсесу Ламбронаци принадлежит перевод «Диалогов италийских отцов» Григория Великого. Считается, что в XII веке им были заложены основы армяно-западноевропейских литературных отношений. Ламбронаци перевёл также «Эклогу», 27-ю новеллу законодательства императрицы Ирины, некоторые новеллы Юстиниана, отрывки из конституции о степенях родства, Моисеевы законы и византийский Воинский закон. Вместе с тем, некоторые исследователи приписывают Ламбронаци перевод «Сиро-римского судебника», датируя его 1197 годом, хотя на сей счёт имеются и другие мнения. В 1246 году с сирийского автографа самого автора Варданом Аревелци был осуществлён перевод «Хроники» Михаила Сирийца.
Ценные переводы создавали и в северо-восточных регионах Армении: перевод недавно составленного «Картлис цховреба» Абуладзе относят ко второй половине XII века, по мнению Акиняна, переводчиком был монах XIII века Симеон Плиндзаханеци. В монастыре Плиндзаханк Симеон Плиндзаханеци переводил с грузинского на армянский язык труды Прокла Диадоха, Иоанна Дамаскина и Иоанна Лествичника.
Между 1348—1351 годами в Авиньоне Нерсес Палианенц перевёл «Хронику пап и императоров» чешского доминиканца и хрониста Мартина Опавского. Палианенц дополнил книгу из различных источников данными, касающихся Армении.

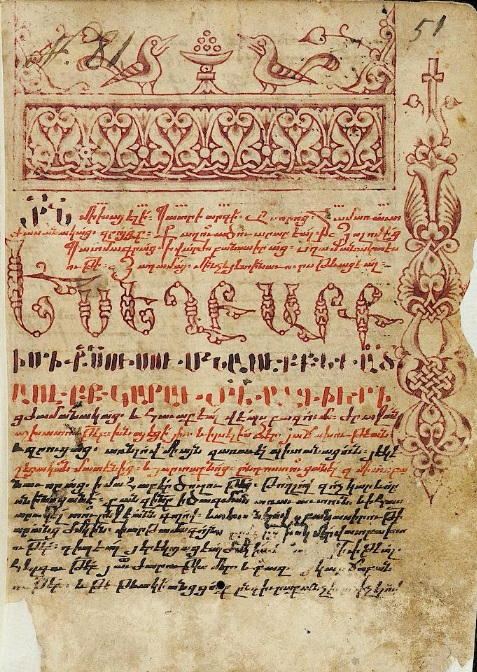
Страница перевода «Хроники» Михаила Сирийца. Рукопись 1432 года

Ла Порта полагает, что поэт Фрик перевёл персидские четверостишия на армянский язык. Примерно в 1260 году были составлены «Отрывки из писаний исламских философов» Ованеса Ерзнкаци Плуза, краткий перевод из «Посланий Братьев чистоты» («Расаил Ихван ас-сафа»). В XIII веке с персидского языка были переведены «Назидания Нуширвана». Не позднее начала XV века с арабского или персидского языка был сделан перевод «Повести о царе Пахлуле», который пользовался большой популярностью в средневековой Армении. В армянской рукописи XIV века (по-видимому, поздней копии первоначального текста) был обнаружен вольный перевод фрагментов еврейского трактата Бава Батра. В настоящее время, это единственный известный пример перевода раввинской литературы на армянский язык. По предположению Тер-Гевондяна, армянский перевод Корана, возможно, фрагментарный, должен был существовать уже в XIII веке.

#### Униторские переводы
Находясь в тесном контакте с Западом (в том числе посредством крестоносцев), начиная с эпохи Высокого Средневековья, армяне познакомились с литературой и литургической традицией Западной Церкви. В начале XIV века по распоряжению папской курии, католические проповедники проникают в Восточную Армению, чтобы распространять в армянской среде католицизм. В созданных ими духовных, учебных и научных центрах при помощи части армянского духовенства, они ведут научно-просветительную работу, в том числе создавая совместные переводы с латыни на армянский. В результате, в этот период были переведены произведения Гильберта Порретанского, Альбертa Великого, Николая де Лира, Бенедиктa Нурсийского, Григория Великого, трактаты Фомы Аквинского. Среди них, важнейшее место занимала философская литература. Это движение, известное как униторское, имело две основных мотивации: с одной стороны политическую, основанную на стремлении армянского народа к освобождению с помощью папства, с другой стороны — желание обратить армян в католицизм. Обе цели в конечном итоге не удалось претворить в жизнь. В отличие от переводов предыдущих периодов, которые исходили из внутренних нужд армянской духовной культуры, униторские переводы были инициированы иноземцами для обслуживания своих начинаний. Тем не менее, этот период оставил определённый след в истории армянской культуры, в частности, оказав влияние на развитие естествоведения и философии. Среди крупнейших переводчиков этого периода — Ованес Цорцореци, Акоп Крнеци, Ованес Крнеци.
В последующие XV—XVI века наблюдается упадок переводческой деятельности. Периодом не ранее XVI века датируются самые ранние армянские рукописи арабского Корана. В 1587 году Ованес Терзнци перевёл «Историю о Париже и Вене». Предполагается, что в основе этого перевода лежала одна из поэтических версий на итальянском языке.

#### Переводы XVII—XVIII веков
Вскоре, однако, древнеармянская переводная литература вступает в новую фазу своего развития. Значительное оживление переводческого дела, которое наблюдается в XVII—XVIII веках, было обусловлено как усилением армянских колоний, так и значительной ролью армянской торговой буржуазии в международной торговле, равно как и общим подъёмом армянской культуры эпохи. Армяне стали первым среди восточных народов, который с помощью переводов приобщился к новейшим достижением европейской науки — географии, математике, грамматике, биологии и т. д. В то же время, развивающееся армянское книгопечатание давало возможности распространения этих знаний, таким образом способствуя развитию армянской культуры, увеличению образовательного уровня народа. В этот период наблюдается углубление армяно-западноевропейских литературных связей, появляется целая плеяда плодотворных и видных переводчиков. Армянская переводная проза XVII—XVIII столетий представлена главным образом нравственно-поучительными книгами.

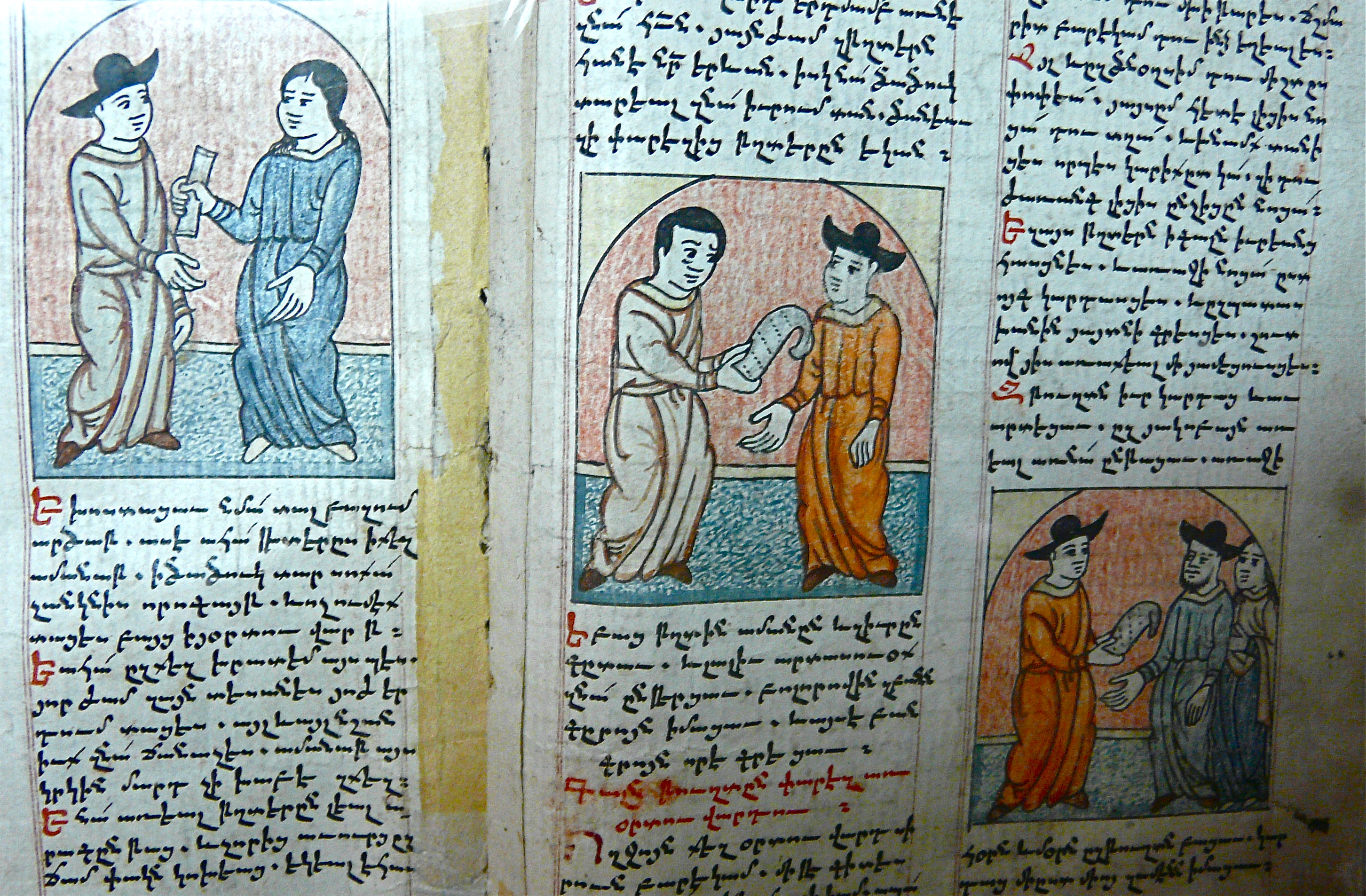
Рукопись XVII века «Истории о Париже и Вене». Перевод Ованеса Терзнци, 1587 год

В XVII столетии в дело перевода значительный вклад внесли Ованес Анкюраци, Степанос Лехаци, Воскан Ереванци, Ованес Олов и ряд других. Так, например, Акоп Тохатци в 1614 году перевёл индийскую книгу «Калила и Димна», в частности, один из её западных вариантов, известный как «История семи мудрецов». В 1633 году львовский протоиерей Захарий с польского сборника Беняша Будного осуществил перевод «Изречений мудрецов». Ованесу Анкюраци принадлежит перевод «Космографии» Петера Апиана, «Географии» Птолемея и некоторых других книг. Плодотворным переводчиком столетия был Степанос Лехаци. В 1651 году последний осуществил перевод «Великого зерцала», в 1660 году с латинского перевёл «Иудейскую войну» Иосифа Флавия, в 1675 году «Метафизику» Аристотеля, а также другие труды и сочинения. Ему же принадлежит первый полноценный перевод Корана на армянский язык, который был сделан до 1680 года с латыни. В 1666 году Воскан Ереванци издал краткую версию перевода «Грамматики» Томмазо Кампанеллы. В 1675 году в Марселе вышел перевод «Искусства счисления» германского математика и астронома Христофора Клавия. Точное имя переводчика неизвестно, однако перевод приписывается Ованесу Олову. Последнему принадлежит перевод «О подражании Христу» знаменитого мистика Фомы Кемпийского, а также одной из книг Джамбаттиста делла Порты.
В XVIII столетии переводческое дело сосредоточилось в основном в двух городах — в Венеции, где бурную литературно-культурную деятельность развивали мхитаристы, и в Константинополе, где осуществлялась значительная образовательная и просветительская деятельность, как в среде армян-католиков, так и под опекой Армянского патриархата. В конце века многочисленные переводные памятники издавались и в остальных центрах армянского книгопечатания — в Триесте, Мадрасе, Санкт-Петербурге и Новом-Нахичеване. В 1724 году Ован Тохатеци перевёл 42 главы из «Бесед о чудесах» Цезария Гейстербахского. В 1766 году Петрос Костанднуполсеци перевёл с итальянского «Фацеции». Начиная с конца XVIII века, были переведены книги современных европейских писателей, среди которых, например, «Приключения Телемака» Франсуа Фенелона. К концу этого столетия относияся осуществлённый Маргаром Шериманяном перевод басен Эзопа с английского языка и переводные отрывки произведений Фирдоуси, Омара Хайяма, Саади, Хафиза, Рудаки, сделанные Геворгом Дпиром Палатаци. Палатаци в 1783 году перевёл прозаически с древнегреческого на армянский «Илиаду» Гомера. В том же году, армянин из Индии Погос Мирзаян, осуществил перевод с английского на армянский язык «Истории жизни и деятельности персидского шаха Надира» Джонаса Хенвея. Среди переводчиков XVIII века известны также Мхитар Себастаци, Петрос Тифлисеци, Петрос Мухупян, Атанас Мерасян, Гукас Харбердци, Вртанес Аскерян и др.

## Научное значение

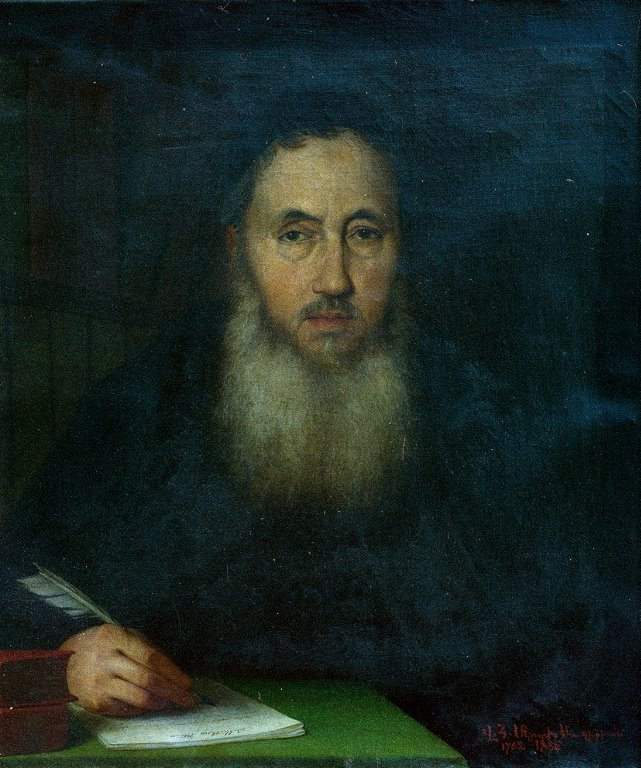
Мкртич Авгерян (1762—1854)

Учёные отмечают различные аспекты научного значения армянских переводов античной и средневековой литературы. Например, будучи выполненными с наиболее древних подлинников, своей точностью они превосходят многие ранние переводы на иные языки. Многие из них имеют исключительную ценность для изучения мировой науки и литературы, так как оригиналы этих трудов античности и раннехристианского периода утеряны, а их тексты полностью либо частично сохранились только в армянском переводе. Это, в частности, целый ряд произведений на греческом и сирийском языках, включая труды отцов церкви. В их число входят произведения таких авторов, как: Евсевий Кесарийский, Филон Александрийский, Гермес Трисмегист, Гален, Папп Александрийский, Ефрем Сирин, Аристид Афинский, Евсевий Эмесский, Ириней Лионский, Иоанн Златоуст, Тимофей Элур, Евтихий, Теон Элий, Исихий Иерусалимский, Севериан Гавальский, Макарий Иерусалимский, труды, приписываемые Зенону Стоику и анонимным греческим авторам, некоторые апокрифические тексты. Особое значение для текстологических работ имеет и тот факт, что они выполнены непосредственно с греческого, а не с арабского или латинского языков. Специалистами отмечается и другое значение армянских текстов. Так, например, армянские переводы сделаны раньше, чем датируются сохранившиеся рукописи многих греческих оригиналов. Среди них рукопись перевода с оригинала «Διοσημεῖα» древнегреческого поэта Арата, которая на два столетия старше самой ранней из сохранившихся греческих рукописей. В древнеармянском языке сохранились заимствования с греческого, представляющие также большую ценность для изучения некоторых аспектов истории греческого языка. Армянские переводы используются для восстановления греческих оригиналов, текстологических работ и составления критических изданий таких авторов, как Аристотель, Платон, Сократ Схоластик, Немезий, Евклид, Эзоп, Берос и других. Изучение этих переводов важно также для освещения армяно-византийских культурных и исторических связей.

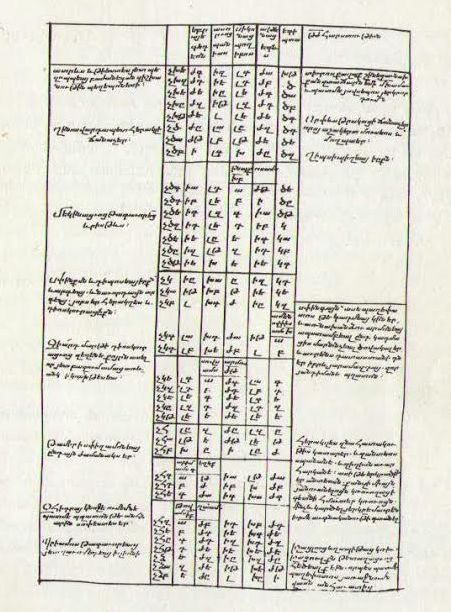
Страница перевода «Хроники» Евсевия Кесарийского полностью сохранившегося только в армянском переводе. Рукопись XIII века

Значительное количество армянских переводов ценных текстов, некоторые из которых ныне не сохранились в оригинале, были изучены в XIX веке. Тогда мхитаристы стали первыми, кто начал издавать армянские тексты переводов греческих философов. Так, например, уже в 1825 году Сомалян на итальянском языке составил список древних армянских текстов греческих авторов под заглавием «Quadro delle opere di vari autori anticamente tradotte in armeno». В 1822 и 1826 годах Авгерян издал произведения Филона, греческие оригиналы которых ныне утеряны. Он же перевёл труды на латынь для доступности более широкому научному сообществу. Работы мхитаристов помогли итальянским учёным Леопарди и Маю в начале XIX века обнаружить древнеармянские переводы Евсевия и Филона, ставшие основой для их филологических изысканий. В первой половине XIX века учёные из Лондонского королевского общества в своём собрании в Гёттингене сообщали о желании создания списка переводов древнегреческих произведений на восточные языки, включая армянский. Идея была осуществлена такими учёными, как Венрич, например, в его труде «De auctorum Graecorum versionibus et commentariis Syriacis, Arabicis, Armeniacis, Persicisque commentatio», опубликованном в 1842 году. В исследовании последний обратился к древнеармянским переводам Аристотеля, Порфирия, Платона, отмечая их значение для восстановления греческих оригиналов. В 1877 и 1890 годах Сукрян и Зарбаналян опубликовали работы Платона. Вопросу древнегреческих заимствований в армянском посвящено капитальное исследование немецкого языковеда Тумба «Die griechischen Lehnwörter im Armenischen», опубликованное в 1900 году. Древнеармянское переводное наследие привлекло внимание учёного из Оксфорда Конибера. Последний изучал армянские переводы Филона, Платона, Аристотеля, Порфирия, пытаясь определить их критическое значение в сравнении с греческими текстами.
В XX веке значительным шагом в области исследования армянских переводов греческих философских текстов стала деятельность Джанкарло Болоньези и его учеников, которые дополнили исследования итальянской школы. Болоньези, в частности, указывает на большую достоверность армянских переводов, которые сохранили первоначальное изложение многих оригиналов, не имеют добавлений, искажений или пропусков. Итальянские учёные занимались в основном сравнением греческих и армянских текстов для восстановления греческих оригиналов. Армянские переводы служили основой для восстановления текстов разных античных авторов. Так, например, А. Тессиер посвятил отдельную монографию армянским текстам Аристотеля и Псевдо-Аристотеля, Р. Сгарби писал об армянской версии Порфирия и Филона. Данный филологический подход был принят и другими учёными, например М. Леруа, который изучал переводы трудов Платона, Г. Лафонтеном, который проанализировал переводы Аристотеля, Ф. Зигертом, изучавшим тексты Филона. Труды Конибера, посвящённые классическим армянским переводам, позже были использованы Уильямом Лоримером и Лоренцо Минио-Палуелло. Начало третьего тысячелетия ознаменовало новый этап в области изучения армянских переводов. Армянские тексты, в частности, были использованы Монтанари и Боде в их изданиях «Об истолковании» и «Категории» Аристотеля, а также Барнсом для перевода с комментариями труда «Введение» Порфирия.

Йос Вейтенберг

Помимо античного, отмечается научная значимость переводов средневековой литературы. Так, например, особый источниковедческий интерес представляет древнеармянский перевод главного памятника средневековой грузинской историографии, сборника «Картлис Цховреба». Его армянский список является самым древним из всех известных списков данного литературного памятника. Исследователи отмечают некоторые особенности армянского перевода Третьей Книги Ездры.
Хотя те произведения, которые сохранились только в армянском переводе, были переведены в основном в V—VII веках, в свою очередь, до нас дошли и некоторые уникальные переводы средневековой литературы. Так, например, неизвестен арабский оригинал армянского перевода конца IX века «Толкование Евангелия от Иоанна» Ноны из Нисибина. Важное значение для изучения общественно-политического строя государств, основанных крестоносцами, имеют памятники права. К ним относится армянский перевод «Антиохийских ассиз» Антиохийского княжества, французский оригинал которого утрачен. До его обнаружения, науке были известны лишь правовые нормы Иерусалимского королевства. Из памятников средневековой литературы отмечается филологическая ценность перевода XIII столетия «Наставлений Нуширвана». В частности, его полный персидский оригинал не сохранился, и армянский перевод может быть использован для восстановления подлинника.
История средневековой переводной литературы, подобно античной, помогает лучшему пониманию культурного контакта между армянами и другими народами в определённые исторические периоды. Стоун из Еврейского университета в Иерусалиме отмечает значение армянского отрывка из «Бава Батра» для исследования культурного обмена между евреями и армянами. Некоторые переводные памятники имеют большое значение для изучения отношений между армянами-христианами и мусульманами в Средние века. В этом отношении примечателен перевод «Расаил Ихван ас-сафа» Ованесом Ерзнкаци Плузом, в котором отражены взаимоотношения между армянами и исмаилитами. Самый ранний пример литературного контакта между армянами и Русью — армянское переложение сказания о Борисе и Глебе, осуществлённое, по разным мнениям, в XII или XIII веке.

## Значение в армянской культуре
Перевод был важным аспектом в армянской культуре, его влияние на развитие собственного мировоззрения и другие области является предметом отдельного изучения. Как и во всех восточнохристианских культурах, в армянской, переводная литература предшествовала зарождению оригинальной. Переводные труды играли ощутимую роль в развитии собственной литературы, обогащении языка, расширении кругозора, эстетического вкуса и художественного мышления армянского читателя. Переводная литература имела важнейшую роль в становлении философии, грамматики, риторики и других светских наук Армении. Переводы имели своё влияние на самые разные области армянской науки и культуры, притом это влияние в разной степени наблюдалась во все исторические периоды.
| |  |
| 1. Давид Анахт, армянский философ-неоплатоник VI века. 2. Ованес Воротнеци и Григор Татеваци, философы и богословы XIV—XV веков |  |

Крупнейшая заслуга догрекофильской и грекофильской переводческих школ в деле развития армянской культуры состояла в том, что своими ценнейшими переводами они позволили армянской словесности достигнуть уровня самых развитых литератур своего времени. Исследователи полагают, что переводческое движение грекофильской школы было спланированным действием Армянской церкви для усваивания достижений эллинистической науки и церковной литературы. Немецкий филолог Финк характеризовал деятельность первых армянских переводчиков «сознательной программой трансплантации культуры». На средневековую армянскую басенную литературу повлиял греческий «Физиолог», «Прогимнасмы» Афтония и Теона служили развитию риторики, «Искусство грамматики» Дионисия Фракийского было адаптировано для изучения армянского языка, и породило многочисленные сложные и оригинальные комментарии, a александрийские комментарии на Аристотеля заложили основы философии Давида Анахта. Последний сыграл большую роль в формировании армянской философской науки, написал «Определения философии», «Анализ „Введения“ Порфирия» и «Толкование „Аналитики“ Аристотеля». Значительное влияние оказывали также труды Филона Александрийского. Из переводных философско-литературных памятников по своему влиянию на средневековых армянских мыслителей выделяются также «О мире» и «О добродетели» Псевдо-Аристотеля. В частности, первый из них был использован Ананией Ширакаци в его географических и космографических трудах. Труды Птолемея посредством книг Паппа Александрийского оказали своё влияние на «Армянскую Географию» VII века, а в области естествознания отмечается влияние «Шестоднева» Василия Кесарийского. Переводом Галена армянские врачи приобщились к достижениям медицинской науки античности, особенно анатомии, его медицинские идеи обнаруживаются также в философских сочинениях Давида Анахта. В VI или VII веке был создан греческо-армянский глоссарий — Словарь Галена. Переводчики грекофильской школы внесли большой вклад в строительство грабара — древнеармянского литературного языка, лексика армянского языка и научная терминология обогатились новыми словами и терминами. «Церковная история» Евсевия и Сократа Схоластика повлияли на армянскую церковную историографию. Во время написания собственных истории и жизнеописаний, армяне использовали эллинистические модели, но уже с точки зрения христианского мировоззрения. Таким образом, крупные армянские авторы во многом были обязаны Библии, житийной литературе, богословским трудам греческих и сирийских авторов, в том числе и дохристианских греческих писателей. Согласно востоковеду Николаю Марру, переводы трудов некоторых языческих авторов, возможно, повлияли на изучение собственного языческого прошлого в поисках национальных героев. Ранние переводчики к тому же были основоположниками армянской оригинальной литературы, первыми богословами, философами и историографами.
Питер Коу указывает, что исламская поэзия поощрила появление новой культурной эстетики в армянской литературе, когда поэтическое слово пользовалось всё большим предпочтением перед прозой. Исламские поэтические формы и мотивы быстро укоренились в армянской литературе. В прозаических переводах, сделанных с арабского языка, вставлялись монорифмические четверостишия, известные как кафа (от арабского qafiya), которые придавали этим историям более трагические и дидактические элементы. Григор Магистрос, автор XI века, реформатор армянской поэтической метрики, был вдохновлён формой касыда, возможно, через творчество Аль-Мутанабби. Персидское и арабское влияние обнаруживается в армянском романе «История младенца Фармана».
Униторские переводы XIV века также имели заметное влияние на армянскую культуру, в частности на философию, естественные науки и образование. Эти переводы проникают в армянские образовательные центры, способствуя дальнейшему развитию философской и естествоведческой литературы, распространению в Армении достижений европейской схоластики. В частности, неоспоримо их благотворное влияние на гладзор-татевскую школу армянской философии, представители которой (Есаи Нчеци, Ованес Воротнеци и Григор Татеваци), хотя и вели решительную борьбу против распространения католицизма, в то же время сумели оценить и перенять, на их взгляд, позитивные достижения униторской научно-культурной среды. Некоторые исследователи называют этот период переводов и изучения науки католической Европы вторым крупным прорывом к духовным достижениям общечеловеческой культуры после V—VII веков.
Ряд переводов XVII—XVIII веков получили большое распространение в армянской словесности, обогатили армянскую историческую прозу и сыграли некоторую роль в развитии языка. Вместе с оригинальными сказаниями, житиями, мартирологиями и другими малыми жанрами, они создали основу для развития новых направлений в армянской литературе, таких как новелла и рассказ.

## Методы переводов
Переводы ad sensum характерны для всех ранних армянских переводов, включая текст Библии. Главным принципом догрекофильских переводов была подлинная, но не слепая передача текста, что давало возможность точно выразить содержание и смысловые нюансы, не нарушая закономерности армянского языка. Переводчики в своей работе шли не по пути стихийных поисков, а руководились специально выработанными принципами. Их теория перевода сохранилась в тексте предисловия к «Толкованию на Восьмикнижие» Евсевия Эмесского, в котором обстоятельно рассматриваются некоторые связанные с переводом вопросы. Переводческий язык V века отличается, как правило, изяществом и совершенством, а также плавным и изысканным стилем. Хотя грецизмы здесь крайне редки, Вейтенберг предлагает искать истоки особенностей грекофильского периода уже в это время. Некоторые исследователи полагают, что переводы догрекофильским методом, возможно, продолжали осуществляться и позднее, параллельно с грекофильскими.

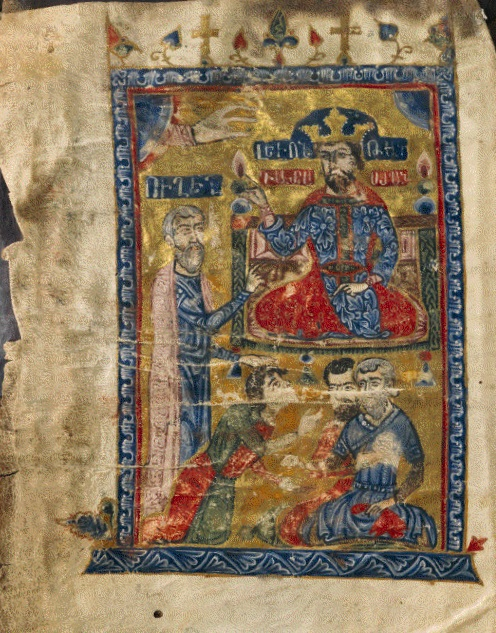
Рукопись «Антиохийских ассиз», 1331 год, художник Саргис Пицак, на миниатюре царь Киликийской Армении Левон V

Переводы грекофильского периода чрезвычайно буквальные и следуют принципу ad litteram различной степени. Данная переводческая техника начала складываться с середины V века, а в конце столетия стала доминирующей. Для переводов грекофильской школы характерны использование лексических и семантических калек, рабская передача греческого синтаксиса на армянском языке, греческие грамматические конструкции. Стремление к максимально точному переводу иногда нарушало грамматику армянского языка. Рассел из Гарвардского университета допускает, что первые армянские кальки появились уже в трудах учеников Маштоца. Будучи искусственными наслоениями, они вскоре вышли из употребления. В то же время в ходе переводов грамматических и философских сочинений были созданы новые армянские приставки, такие как προσ — aṙ, ἐϟ — ap, art, συν — bał, pʿаł, šаł, šar, ǰok, ἀπο — bac̔, ὑπερ — ger, ἀντι — der, pʿox, ὑπο — entʿ, stor, ὁμο — hom, ham, ἐπι — mak, mat, παρα — yar, προ — nax, ἐν — ner, περι — par, bak, ἀνα — ver, παρα — tar, δια — tram, которые совершенно обычны в современном армянском языке. Этим методом были переведены грамматические, богословские и философские работы, включая сочинения Платона, Аристотеля и Филона Александрийского. Подобная буквалистическая точность переводов иногда делает невозможным их понимание без греческого оригинала. Этот метод дословных переводов прежде всего был характерен для Сирии и Армении.
Причина возникновения методов грекофильской школы является невыясненной. Были высказаны различные мнения относительно того, какие причины вызвали переводы таким методом, становившиеся всё более и более неясными для читателя. Возможно, эти тексты были использованы в школах, или же буквальные переводы должны были снабжаться пояснительными комментариями, после чего, сам перевод не требовал бы никакой интерпретации. По мнению армениста Маэ, этот переводческий метод связан с экзегетической традицией. Согласно последнему, переводы ad sensum согласуются с самыми ранними попытками перевести богослужебные тексты. Подобные переводы были осуществлены в сирийской среде, и они отражают более фактическую экзегезу Антиохийской школы, включая Евсевия Эмесского. Переводы ad litteram отражают более доктринальные отношения, они более восприимчивы к аллегорической экзегезе и поэтому отражают влияние александрийской школы, а также догматических дискуссий.
Особенность киликийских переводов заключалась в том, что здесь церковная литература переводилась на классический армянский, а памятники более практического назначения — на среднеармянский язык. Среди таких переводов, например, «Антиохийские ассизы», язык которых достаточно далёк от классического древнеармянского. Метод киликийских переводов — вольный, когда переведённый текст иногда значительно отличался от оригинала.
Изучение способов, которым армяне осуществляли свои переводы, имеет непосредственное отношение к пониманию их лингвистических отношений.

## Переводчики
Сословие переводчиков в Армянской церкви формировалось ещё до создания армянского письма, предположительно в начале IV века, вскоре после христианизации Армении. Их обязанностями были устный перевод церковного обряда, осуществлявшегося ещё на греческом и сирийском языках, и его представление народу. Такой перевод, естественно, должен был носить характер не точного воспроизведения текста, а быть его пояснением и толкованием. Тем самым, не удивительно, что слова «переводчик» (арм. թարգմանիչ) и «перевести» (арм. թարգմանել) в армянской словесности часто употреблялись в смысле «толкователь» и «толкование», объясняющий то или иное положение Библии.
| |  |  |
| 1. Езник Кохбаци, философ, богослов и переводчик V века. 2. Мовсес Хоренаци, историк и переводчик «грекофильского» периода 3. Ованес Ерзнкаци Плуз, автор и переводчик XIII века |  |  |

После создания армянского алфавита, церковный класс переводчиков лишился своей былой функции и преобразовывался в соответствии с новой реальностью. Прежде работавшие переводчики с лёгкостью меняют метод своей деятельности и переходят к письменным переводам. Наличие уже готовых переводчиков, дало возможность сразу после создания алфавита предпринять осуществление масштабных переводческих задач. Маштоц и Саак Партев с этой целью отправляют своих учеников в известные центры греческой и сирийской культуры того времени — в Эдессу, Константинополь и Александрию. Эти поездки были продиктованы рядом важных обстоятельств. Богатые библиотеки сирийских и греческих духовных центров, давали возможность одновременно и спланированно перевести сравнительно большое количество литературных памятников. Известно также, что в V веке ещё не существовали подобные современным двуязычные словари. По мнению Тер-Петросяна, тем самым, армянские переводчики на месте могли получить соответствующее содействие греческих и сирийских духовников. Вероятно, таким же образом работали переводчики грекофильской школы. Получив образование в Константинополе, Афинах, Антиохии и Александрии, предположительно там же они осуществляли многие свои переводы.
Ранние армянские переводчики условно разделяются на старшее и младшее поколения. Изначально, ими именовались около ста учеников Маштоца и Саака, не считая младшее поколение грекофильской школы. Из первых переводчиков поимённо известны примерно 30. Известные переводчики грекофильского периода: Степанос Сюнеци, Григор Грзик, Филон Тиракаци, Григор Дзоропореци, Мовсес Хоренаци, Абраам Зенакаци и другие.
В следующие периоды подъёма переводной литературы, в киликийский и униторский, в работе армянских переводчиков происходит существенное изменение. Как известно, в Киликии наряду с армянами, жило значительное количество греков и сирийцев, многие из которых со временем, владея армянским языком, постепенно были интегрированы в армянскую культурную жизнь. Это делало возможным тяжесть переводческого дела частично перенести на их плечи. Очень часто они осуществляли дословные переводы с греческого и сирийского, а тексты позже были корректированы и отшлифованы армянским редактором. В их роли выступали в основном крупнейшие деятели армянской духовной жизни времени — Григор Вкаясер, Нерсес Шнорали, Нерсес Ламбронаци, Вардан Аревелци, и другие. Например, таким совместным усилием сирийца Ишоха и Вардана Аревелци, была переведена «Хроника» Михаила Сирийца.
Примерно таким же образом осуществлялись переводы униторской эпохи. Европейские миссионеры в Армении, естественно, не владели армянским языком на таком уровне, чтобы суметь выполнить переводы должного качества с латыни. В этом им оказывали большое содействие армянские униатские духовники. В армяно-францисканском ордене монастыря Цорцор, совместные переводы осуществляли европейский миссионер Фра Понциус и армянский монах Исраэль. В центре униатства в Крна, плодотворную деятельность развивали, с одной стороны, доминиканские члены монашеской братии Варфоломей Болонский и Петр Арагонский, с другой стороны — армянские монахи Ованес Крнеци и Акоп Крнеци. Сведения о множестве их совместных работ сохранились в памятных записках переводов. Практика совместной работы переводчиков разных народов имела свои параллели и в других странах. Так, например, говорящие по-сирийски христиане играли ключевую роль в арабском переводческом движении, а позднее, в XII веке в Испании, арабоязычные еврейские учёные и учёные-европейцы владеющие латынью, осуществляли совместные работы по переводу арабских философских и естествоведческих трудов.
Для исследования истории армянских переводов важны сохранившиеся памятные записки. Они привычны особенно для XI—XIV веков. Памятные записки предоставляют важные сведения не только об оригинале и времени, о личности переводчика и его этнической принадлежности, но иногда в них рассказывается о возникших в течение перевода трудностях и других подробностях.
В последующие века, характер работы армянских переводчиков снова претерпел существенные изменения. Переводческое дело в основном развивалось в армянских колониях, в частности, в центрах развития армянского книгопечатания, а в роли переводчиков обычно выступали известные книгопечатники того времени. Живя в чужеземной среде, они с лёгкостью овладели местными языками и свои переводы осуществляли уже без помощи иностранных редакторов. Более того, армянские переводчики позднего средневековья выполняли переводы не только с чужих языков на армянский, но и обратные переводы — с армянского на другие языки.

## Рукописи
Многочисленные рукописи древнеармянских переводов хранятся в различных музеях и книгохранилищах мира, в Матенадаране, в библиотеке Сан-Ладзаро-дельи-Армени в Венеции, в библиотеке мхитаристов в Вене, в Британском музее, в Парижской национальной библиотеке и т. д. Если переводы религиозного или научного характера дошли до нас в ограниченном количестве списков, то художественные переводы сохранились в десятках, а иногда в сотнях копий, что показывает их большую распространённость и популярность среди народа. Палеографическое изучение рукописей нередко помогает датировать время их создания. Важными для исследователей являются также колофоны. Так, например, колофон рукописи XII века перевода «Церковной истории» Сократа Схоластика сообщает:
«B лето 6204-е мира преходящего, как имеет летосчисление св. София — главная церковь вселенской столицы Константинополя, и в 704-е пришествия Христа, и в 144 году, в девятый индиктион, в первый год царствования Льва III самодержца августа перевёл Филон Тиракский, при помощи первого опыта, эту книгу — Церковную историю Сократа с частичным сокращением, оставив из-за нехватки пергамена суждения и послания других, а также речи [будучи на чужбине]».
По мнению Тер-Давтян, некоторые рукописи поздних переводов XVII—XVIII веков изучены плохо.
Некоторые рукописи, к сожалению, стали жертвой исторических бедствий, постигших Армению в разные периоды. Так, например, Григор Магистрос в XI веке сообщает об обнаружении им армянских переводов Олимпиадора, Каллимаха из Кирены и Андроника Родосского, которые, однако, в настоящее время не сохранились:
«Но нашли мы переведенное на наш армянский язык сочинение Олимпиодора, о котором упоминает Давид и которое является весьма замечательным и чудесным поэтическим произведением, равноценным всем философским творениям; нашли и Каллимаха и Андроника на армянском языке»

## Переводы

### Библия
Первым памятником армянской переводной литературы стала Библия. В первые годы после создания армянского алфавита перевод был осуществлён с сирийской Пешитты, а в последовавшие после Эфесского собора 431 года несколько лет — повторно, на основе греческой Септуагинты. Таким образом, процесс её перевода длился около тридцати лет. Известно, что первые переводы были сделаны в Эдессе, когда Маштоц находился в Месопотамии с миссией создания армянского алфавита. Тогда, около 406 года, были переведены отрывки из Книги притчей Соломоновых. Вместе с древнесирийским, коптским и Вульгатой, считается одним из старейших переводов Библии в мире. Лакроз называл армянскую Библию «королевой переводов». Вместе с Маштоцем и Саак Партевом, Библию перевели на армянский язык Езник Кохбаци, Корюн, Овсеп Пагнаци, Ован Екегецаци, Гевонд Вардапет и др. Язык перевода Библии становится образцовым для классического древнеармянского.

#### Апокрифические тексты
На армянском языке сохранились некоторые апокрифические памятники. Например, только на армянском языке сохранилось «Евангелие от младенчества». Другой памятник, Третье послание апостола Павла к Коринфянам, греческий оригинал которого не сохранился, дошёл до нас в армянском, латинском и, частично, в коптском переводах. Существует также армянский перевод Протоевангелия Иакова.

### Аристотель
Один из грекофильских переводов. Рубин Дарлинг Янг относит их к VI веку, Эндрюс более определённо к 570 годам, согласно Новотный, сочинения Аристотеля переведены около 500 года философом-неоплатоником Давидом Анахтом. Писателями грекофильской школы были переведены «Категории» и «Об истолковании». До этого уже существовал перевод «Введения к Категориям Аристотеля» Порфирия, имевший познавательное значение. Таким образом, армянские переводы стали первыми переводами трудов Аристотеля в мировой переводной литературе. Британский востоковед Фредерик Конибер считал древнеармянские переводы трудов Аристотеля наиболее точными и верными по сравнению с более поздними византийскими списками. Работы Конибера с армянскими текстами Аристотеля позже служили в качестве основы для нового греческого издания Лоренцо Минио-Палуелло. Согласно Тессиеру, армянские переводы Аристотеля очень важны для восстановления их греческих оригиналов. Эти переводы обогатили армянскую философскую лексику десятками новых слов и терминов. В 1675 году Степанос Лехаци с латинского языка перевёл «Метафизику».
Имеются ранние переводы т. н. Псевдо-Аристотеля, также относящиеся к грекофильским переводам, в частности, к третьему его этапу. Среди них, например, «О мире» считается старейшим вместе с латинским и сирийским переводами, и датируется периодом между V—VIII веками.

### Платон
К числу переводов относятся пять диалогов — «Тимей», «Евтифрон», «Апология Сократа», «Минос» и «Законы». Рукопись хранится на острове Сан-Ладзаро-дельи-Армени в Венеции в собрании армянского монашеского ордена мхитаристов. До нас не дошёл известный из источников перевод «Федона». Существует два подхода к вопросу датировки армянских переводов Платона. Одна группа учёных датирует их периодом грекофильской школы, другая группа — XI веком и относит к Григору Магисторсу. Так, Энциклопедия Британника и Православная энциклопедия приписывают первые переводы на армянский язык представителям грекофильской школы. Аревшатян полагает, что переводы осуществлены примерно в 510—520 годах, когда в грекофильской школе армянской литературы начинает преобладать неоплатонизм. Эндрюс относит первые переводы к концу того же века.
Точка зрения, что переводчиком был Магистрос, основывается на одном из его писем, где сообщается, что «два сочинения Платона — диалоги „Тимей“ и „Федон“… а также „Геометрию“ Евклида я начал переводить, и если Господь пожелает продлить наши дни, я приложу все старания и не поленюсь перевести все остальные труды греков и сирийцев». Однако здесь упоминаются лишь два сочинения. Новотный также датирует переводы XI веком. Армянские тексты впервые были опубликованы в 1890 году. Французский востоковед Сен-Мартен, сравнивая греческие и армянские тексты Аристотеля и Платона, приходит к заключению, что последние, будучи переведёнными с наибольшей тщательностью, «могут служить для уточнения смысла многих частей оригиналов этих философов».

### Евклид

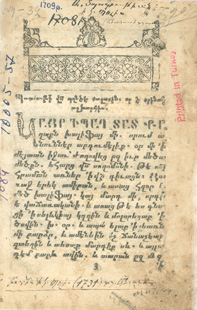
Страница издания 1709 года «Сказание о Медном городе» из сборника «Тысяча и одна ночь». Перевод конца X века

«Начала» Евклида переведены около 1051 года Григором Магистрсом с греческого оригинала. Согласно ряду учёных, по древности он является вторым, уступая лишь арабскому переводу. Сохранился в пяти рукописях, среди которых хранящийся в Матенадаране список XIII века. Отрывки армянского перевода были изданы в 1884 году Сукряном. Матевосян считает переводчиком Ананию Ширакаци, который, согласно этой гипотезе, поместил его в раздел «Геометрия» своего труда «Кнникон». Более обширный перевод Евклида сделан в позднем средневековье и приписывается автору XVII века Григору Кесараци.

### Евсевий Кесарийский
Греческий оригинал «Хроники» «отца христианской историографии» Евсевия утерян, труд полностью сохранился только в армянском переводе. Перевод сделан в V или VI веке, и сохранился в рукописи XIII века. Рукопись была обнаружена в 1787 году Геворгом Дпиром Палатаци. Древнеармянский текст впервые издан в 1818 году Авгеряном вместе с его латинским переводом, комментариями и сохранившимися греческими фрагментами. В начале V века, около 416—420 годов, был осуществлён перевод на армянский язык «Церковной истории» того же автора. Последний сохранился в сирийском переводе, где отсутствуют большие куски текста, которые также пополняются из армянского перевода. Перевод «Церковной истории» был осуществлён по поручению самого Маштоца, как сообщает Хоренаци, «…а кроме того, тебе в этом может непосредственно быть порукой книга Евсевия Кесарийского „Экклесиастика“, которую блаженный наш учитель Маштоц велел перевести на армянский язык».

### Сократ Схоластик
Древнеармянский перевод «Церковной истории» Сократа Схоластика, типичный образец грекофильской школы, дошёл до нас в двух редакциях — пространной и краткой. Большинство исследователей датируют пространный перевод 696 годом, переводчиком был Филон Тиракаци. Согласно Конберу, пространный был осуществлён в V веке, краткий — в конце VII века. Саргисян датирует пространный перевод 474 годом. Краткую редакцию конца VII века исследователи признают не отдельным переводом, а лишь сокращённой обработкой пространной версии. Одна из ранних рукописей относится к XII веку и хранится в Иерусалиме. Впервые был издан в 1897 году Тер-Мовсесяном. Используется в критических изданиях.

### Порфирий
Аревшатян датирует перевод «Введения к Категориям Аристотеля» Порфирия, одного из переводов грекофильского периода, 490-ми годами и считает его хронологически первым среди армянских переводов в области философии. Барнс датирует перевод VI или ранним VII веком, Рубин Дарлинг Янг — VI веком. Наряду с другими переводными памятниками философской литературы, Аристотеля, Ямвлиха, Гермеса Трисмегиста, сыграл важнейшую роль в формировании светской философской науки в Армении. В это время создаются многочисленные профессиональные термины, до того отсутствовавшие в армянском языке. Данный перевод Порфирия по древности является вторым после латинского перевода Гая Мария Викторина.

### Филон Александрийский
По наиболее преобладающему мнению, переводы трудов еврейского философа Филона Александрийского осуществлены во второй половине V века, в 470—480 годах. Маргарет Гравер относит эти переводы к V или VI веку, Джеймс Ройс позднему VI веку, Терян — к первой волне переводов VI века. Известны армянские переводы его 14 философских сочинений, из коих 7 сохранились и дошли до нас только в армянском переводе — «Толкование Бытия», «Толкование Исхода», «О разуме животных», «О провидении», «О боге», «Об Ионе», «О Самсоне». Некоторые тексты Филона сохранились также в древнейшей армянской бумажной рукописи 981 года. Болоньези отмечает высокую степень точности армянских переводов Филона и их значение для уточнения его греческих текстов. Из сохранившегося на армянском, греческом и латыни труда «Вопросы и ответы на книгу Исхода», армянский перевод конца VI века является наиболее обширным и используется для составления критического текста книги.

### Дионисий Фракийский
Труд «Грамматическое искусство» Дионисия Фракийского переведён в 460—470 годах. Считается первым из переводов грекофильской школы. «Грамматическое искусство» со своим стилем, изящным языком и лексикой, стало новым явлением в армянской переводной литературе. Дословный перевод с греческого сопровождается созданием новых грамматических терминов путём соединения армянских слов-корней с новообразованными предлогами и аффиксами. Создаются также новые философские термины на армянском языке, что было обусловлено близостью этих двух наук, особенно грамматики и логики, в древности. В то же время из-за особенностей армянского языка переводчик сделал некоторые изменения — к пяти греческим падежам добавил шестой, ввёл общий принцип классификации «букв», изменил также основы классификации спряжений и др..

### Тысяча и одна ночь
В настоящее время, известны два примера средневекового армянского перевода из этого цикла, арабский текст которых обнаруживается в оригинале сборника «Тысяча и одна ночь». Это «Повесть о юноше и девушке» и «Сказание о Медном городе». Существуют и другие подобные переводы с арабского, принадлежность которых к данному сборнику требует дополнительных подтверждений.
Произведение «Сказание о Медном городе» впервые переведено на армянский язык в конце X века. Считается, что это первые переводы из данных сказок на другой язык. Первоначальный перевод был сделан по просьбе Давида III Куропалата. «Сказание о Медном городе» было переведено на армянский язык ещё до того, как вошло в сборник «Тысяча и одной ночи». Мкртчян полагает, что сочинение было включено в сборник в XV—XVI веках в Египте. Произведение было очень популярным в средневековой Армении. Арменистике известны три его редакции: древнейшая создана в X веке, вторая сделана около 1222 года Аракелом Ширакаванци, третья редакция — XV века и принадлежит Григорису Ахтамарци. Сохранилось во многочисленных рукописях, 32 из которых хранятся в Матенадаране. В течение XVIII—XIX веков армянский перевод был издан около 20 раз.
«Повесть о юноше и девушке» — также один из популярных памятников переводной литературы средневековой Армении. Она сохранилась в более чем 50 рукописях, самая ранняя из которых — XIV века. Точное время включения этого произведения в сборник «Тысяча и одна ночь» неизвестно, но предположительно армянский перевод был сделан ранее этого события. По поводу времени перевода и переводчика были высказаны разные мнения. Так, Андрикян датирует перевод первой половиной XIV века и приписывает Костандину Ерзнкаци, Мурадян, полемизируя с последним, считает наиболее вероятным переводчиком Аракела Анеци, Акинян датирует перевод X веком. Мурадян указывает на существование двух версий — краткой и пространной, переведённых, по его мнению, соответственно в X и XIII—XIV веках.

### Борис и Глеб

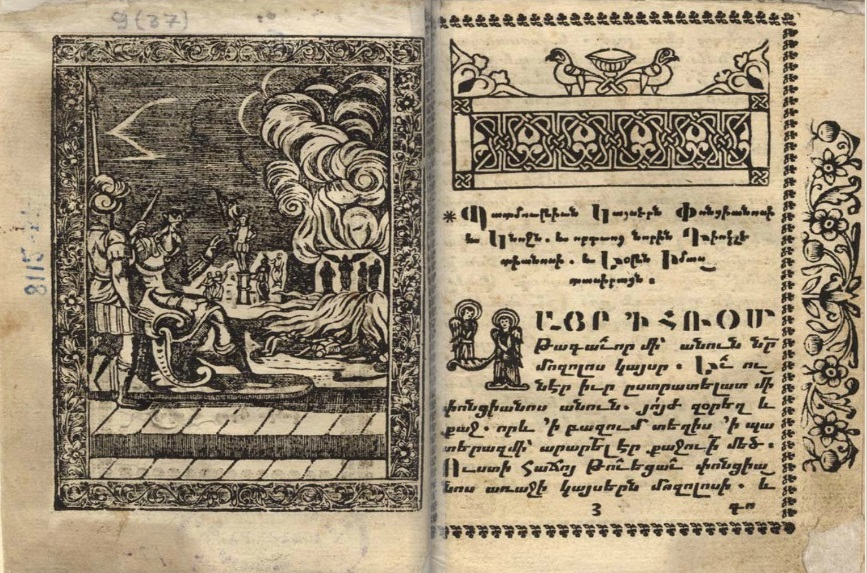
Страница издания 1740 года «Калила и Димна», или «История семи мудрецов». Перевод Акопа Тохатеци, 1614 год

Армянская версия озаглавлена «История славных и прославленных мучеников Христовых Давида и Романа, замученных в стране руссов нечестивым братом, которые назывались Борис [и] Глеб». Встречающийся в рукописи оборот «паврисhлэп» — видоизменённая форма имён Бориса и Глеба. Первоначальная версия под названием «Полная история» не сохранилась. Сокращённая версия сочинения включена в армянский Синаксарь, а имена Борис и Глеб заменены на Давид и Роман.
Согласно Дашкевичу, переводчиком Жития св. Бориса и Глеба мог быть армянин, живший в Киеве и знакомый с южнорусским произношением, но не знакомый с тонкостями расшифровки славянских лигатур. Дашкевич относит время создания «Полной истории» к XII веку, но после 1115—1117 годов. Также он отвергает гипотезу перевода с греческого языка. По мнению Меликсет-Бека, перевод осуществлён в Киликийском армянском царстве с греческого языка и дошёл до нас в редакции до 1251 года. Григорьян относит время перевода самое позднее к 1240 году. По мнению Эмина, его источником служило «Сказание о Борисе и Глебе», а не «Чтение о Борисе и Глебе».

### Фома Аквинский
Перевод труда «Книга семи таинств» итальянского философа и богослова Фомы Аквинского был выполнен в 1321 году Ованесом Цорцореци по указанию папы Иоанна XXII. Перевод, один из первых в мировой литературе, был выполнен в области Артаз в монастыре Цорцор, где находился центр католицизма тогдашней Армении. В 1320—1340 годах были переведены также различные части «Суммы теологии» Фомы. В 1339 году Акоп Крнеци перевёл IV книгу компиляции «Суммы философии» того же автора, которая распространилась под названием «Книга добродетелей».

### Калила и Димна
Отдельные басни «Калила и Димна» обнаруживаются уже в средневековом сборнике «Лисья книга».
В 1614 году Акоп Тохатци осуществил перевод сборника «Калила и Димна» на армянский язык . Перевод был сделан с латинского или польского языка. Армянский перевод, сделанный с одного из западных вариантов, назывался «История семи мудрецов». Народный и простой язык перевода сделал книгу очень популярной как в Армении, так и в армянской диаспоре. Кроме многочисленных рукописей, перевод был издан 10 раз — впервые в Константинополе в 1693 году, а через три года в Ливорно. Позднее, с армянского текст был переведён на русский, грузинский, французский и турецкий языки.

## Комментарии
1. 1 2  Так называли принявших католицизм армян — униторы (unitories, ունիթոռ), от слова униат.
2. 1 2  По одной версии, произведения Платона переведены на армянский язык в «грекофильский» период, по другой — в середине XI века Григором Магистросом. Подробнее см. в разделе «Платон»➤
3. ↑  Тексты Асклепиада и Орибасия обнаружены в рукописи №6869 Матенадарана, переписанной в 1365 году, тексты Гиппократа и Галена — в рукописи №266 Матенадарана, переписанной в 1468 году.
4. ↑  Сохранилась в двадцати рукописях, старейшая из которых — 1432 года, в течение 1696—1911 годов издана пятнадцать раз.
5. ↑  Матенадаран, рукопись № 2679.
6. ↑  Сохранились отрывки в переводе Евсевия Кесарийского.
7. ↑  Список датируется периодом между 1272 и 1311 годами.
8. ↑  Наиболее ранний список армянского перевода переписан между 1330—1331 годами, хранится в библиотеке мхитаристов в Венеции под №107.